# Psalidognathus sallei
Psalidognathus sallei es una especie de escarabajo longicornio del género Psalidognathus, tribu Prionini, subfamilia Prioninae. Fue descrita científicamente por Thomson en 1859.

## Descripción
Mide 38-74 milímetros de longitud.

## Distribución
Se distribuye por Venezuela.